# 讷维济
讷维济（法語：Neuvizy，法語發音：[nøvizi]）是法国大東部大區阿登省的一个市镇，属于勒泰勒区。

## 地理
讷维济（49°37'41"N, 4°31'58"E）面积8.62 平方千米，位于法国大東部大區阿登省，该省份为法国北部内陆省份，西接埃纳省，南至马恩省，东临默兹省，北与比利时接壤。
与讷维济接壤的市镇（或旧市镇、城区）包括：费索、让丹、旺斯河畔洛努瓦。

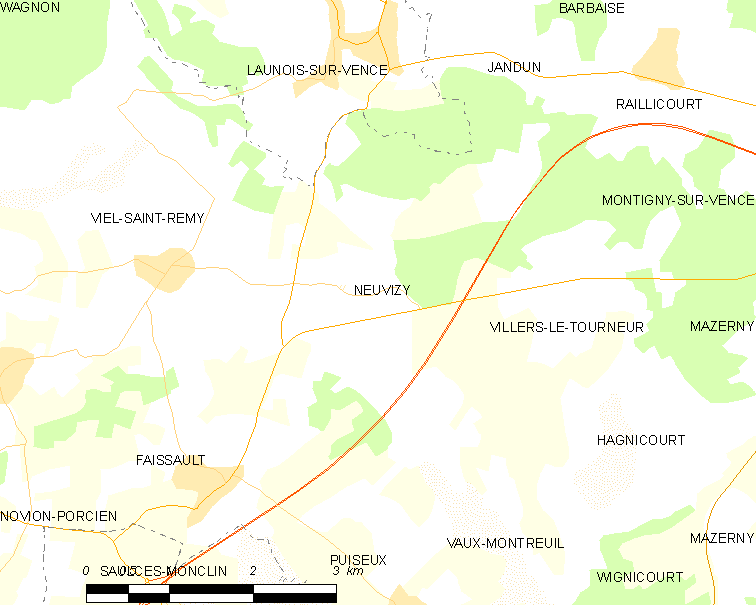
讷维济的OSM定位图

讷维济的时区为UTC+01:00、UTC+02:00（夏令时）。

## 行政
讷维济的邮政编码为08430，INSEE市镇编码为08324。

## 政治
讷维济所属的省级选区为锡尼拉拜县。

## 人口

1962-2008年间讷维济人口变化图示

讷维济于2022年1月1日时的人口数量为119人。